# ایگور کراوتسوف
ایگور کراوتسوف (انگلیسی: Igor Kravtsov؛ زادهٔ ۲۱ دسامبر ۱۹۷۳) قایقران روئینگ اهل روسیه بود.